# Kinderbegräbnis
Kinderbegräbnisse unterscheiden sich in der römisch-katholischen Tradition in Liturgie und Ritus von Beerdigungen Erwachsener und Jugendlicher. Zu Grunde gelegt wird, dass Kleinkinder mangels Einsicht und Vernunft noch keine Sünden begehen können und daher keine Fürsprache benötigen.

## Geschichte
Seit Ende des 14./Anfang des 15. Jahrhunderts findet sich im römischen Ritus eine eigene liturgische Ordnung für die kirchliche Begräbnisfeier von getauften, jedoch vor dem Erlangen des Vernunftgebrauchs verstorbener Kinder. Da das Kind in seinem Alter noch nicht sündigen konnte, waren in der Liturgie weder Fürbitten, noch eine Heilige Messe vorgesehen. Im Zweiten Vatikanischen Konzil klang der Wunsch auf, "der Begräbnisritus für Kinder soll überarbeitet werden und eine eigene Messe erhalten (SC 82).

## Liturgische Form
Der erneuerte „Ordo exsequiarum“ und für das deutschsprachige Gebiet „Die kirchliche Begräbnisfeier“ sehen vor, dass das Kinderbegräbnis nach einer der Formen gehalten wird, die auch für das Begräbnis Erwachsener vorgesehen ist. Jedoch beinhaltet die Liturgie des Kinderbegräbnisses eigene Texte. Diese Ordnung gilt sowohl für ein getauftes Kind als auch für ein Kind, das vor der von den Eltern beabsichtigten Taufe verstorben ist. Für den zweiten Fall sind einige Anpassungen vorgesehen. Das Messbuch enthält für beide Fälle Messformulare, die je nach Situation angewendet werden können. Auch Fehl- und Totgeburten können im Rahmen einer liturgischen Messfeier bestattet werden, wenn es der Wunsch der Eltern ist. Die liturgische Farbe bei einem Kinderbegräbnis ist traditionell weiß.